# Висіцька Таміла Федорівна
Висіцька Таміла Федорівна (нар. 1934) — український геолог, науковець, письменниця-дослідник.

## Біографія
Закінчила Київський геологічний технікум та Свердловський гірничий інститут. Працювала на Полтавщині, у Краснодарському краї, на Кавказі, в Середній Азії, на Уралі, у Прибалтиці. Живе на Закарпатті, де працювала інженером-геофізиком у геологічній експедиції. Почала писати історико-документальні нариси з 2000 року. Відтоді кожен рік видає по книжці.

## Творчий доробок
- Висіцька Т. Ф. Велятино: Історико-етнографічний нарис. — Ужгород: Закарпаття, 2000. — 433 с. — ISBN 966-7703-05-3.
- Висіцька Т. Ф. Жіночі постаті в історії Закарпаття: біо-бібліографічний довідник / Т. Ф. Висіцька. — Ужгород: Видавництво В. Падяка, 2004. — Кн. 1: Наука, культура, мистецтво / наук. ред. В. Падяк. — [Б. м.]: [б.в.], 2004. — 403 с. — ISBN 966-7838-59-5.
- Висіцька Т. Ф. Із плеяди науковців Закарпаття: біобліографічний довідник / Т. Ф. Висіцька. — Ужгород: Ліра, 2005. — 616 с. — ISBN 966-8266-16-1.
- Висіцька Т. Ф. Хустська школа мистецтв / Т. Ф. Висіцька. — Ужгород: Ліра, 2005. — 140 с.
- Висіцька Т. Ф. Три сходинки до самоствердження: освіта, трудова і громад. діяльність жінок Закарпаття / Т. Ф. Висіцька. — Ужгород: Ліра, 2006. — 642 с. — ISBN 966-8266-48-X.
- Висіцька Т. Ф. Опришки. Легенди і дійсність / Т. Ф. Висіцька. — Ужгород: Ліра, 2007. — 312 с. — ISBN 978-966-8266-66-9.
- Висіцька Т. Ф. Хуст. Сторінки історії та сучасність / Т. Ф. Висіцька. — Ужгород: Ліра, 2008. — 680 с. — ISBN 978-966-2195-09-5. — ISBN 978-966-8266-66-9.
- Висіцька Т. Ф. Християнство на Закарпатті: документальне дослідження становлення та розвитку (XIV—XXI ст.) / Т. Ф. Висіцька. — Ужгород: Вид-во Олександри Гаркуші, 2012. — 653 с. — ISBN 978-617-531-052-6.
- Висіцька Т. Ф. Монотеїзм: бесіда за круглим столом / Т. Ф. Висіцька. — Ужгород: Вид-во Олександри Гаркуші, 2014. — 541 с. — ISBN 978-617-531-098-4.
- Висіцька Т. Ф. Щасливе суспільство. Ідеї й реальність / Т. Ф. Висіцька. — Ужгород: Вид-во Олександри Гаркуші, 2019. — 691 с. — ISBN 978-617-531-200-1.